# Agrypon striatifrons
Agrypon striatifrons là một loài tò vò trong họ Ichneumonidae.